# 利茲大教堂
利茲大教堂（英語：Leeds Minster）是位於英國西約克郡城市利茲的一座教堂。這座教堂的歷史可以追溯自7世紀時期。現在的利茲大教堂是一座哥特復興式建築。修建於19世紀中期，獻給聖彼得。利茲大教堂現在是英國的一級保護建築。

## 外部連結

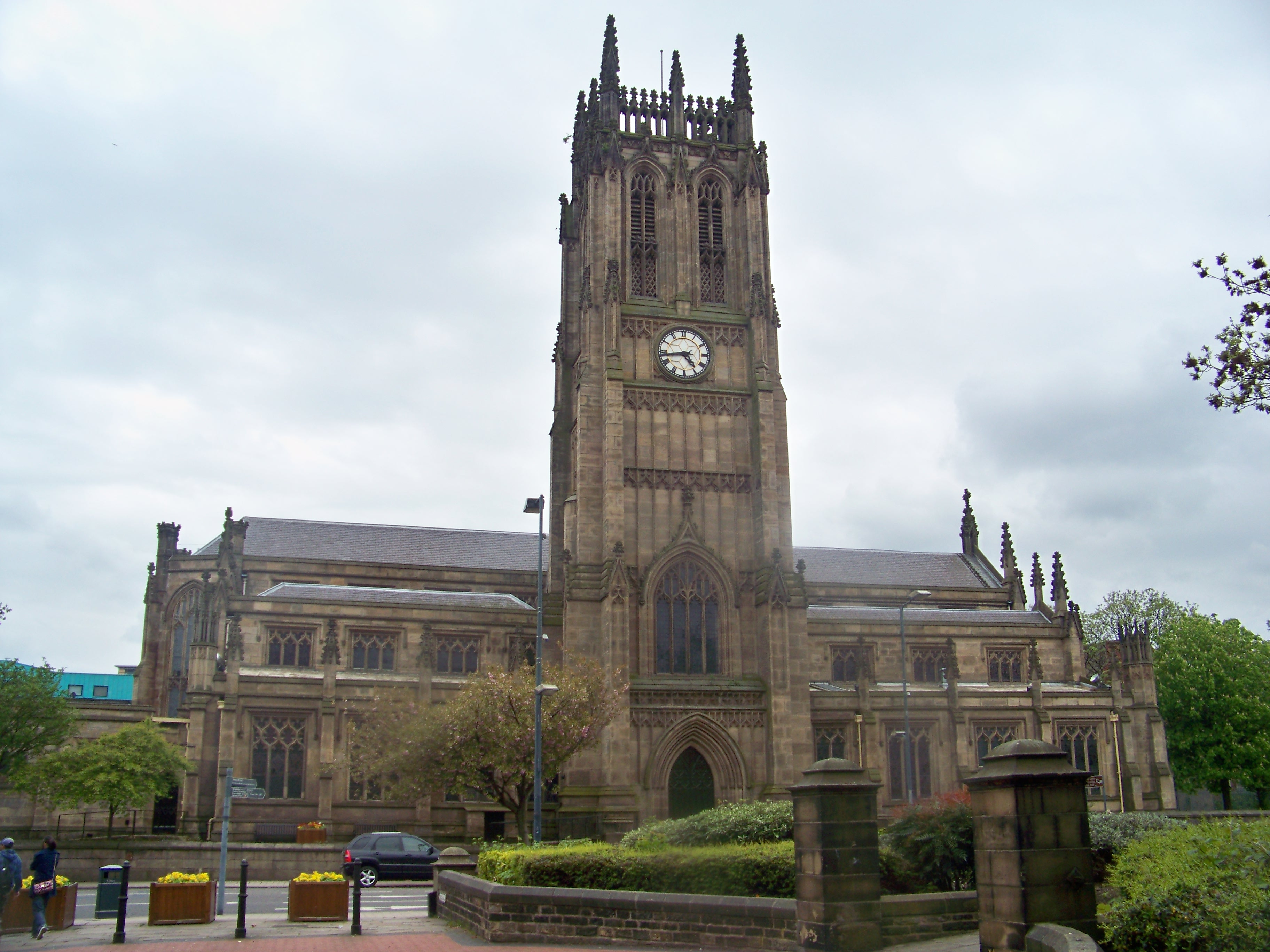
利茲大教堂

- Leeds Minster Website （页面存档备份，存于）
- Looking at buildings: from the Pevsner Architectural Guides
- RSCM Website （页面存档备份，存于）
- Simon Lindley Website （页面存档备份，存于）
- St Peter's Singers Website （页面存档备份，存于）
- The Leeds Cross